# Bebung

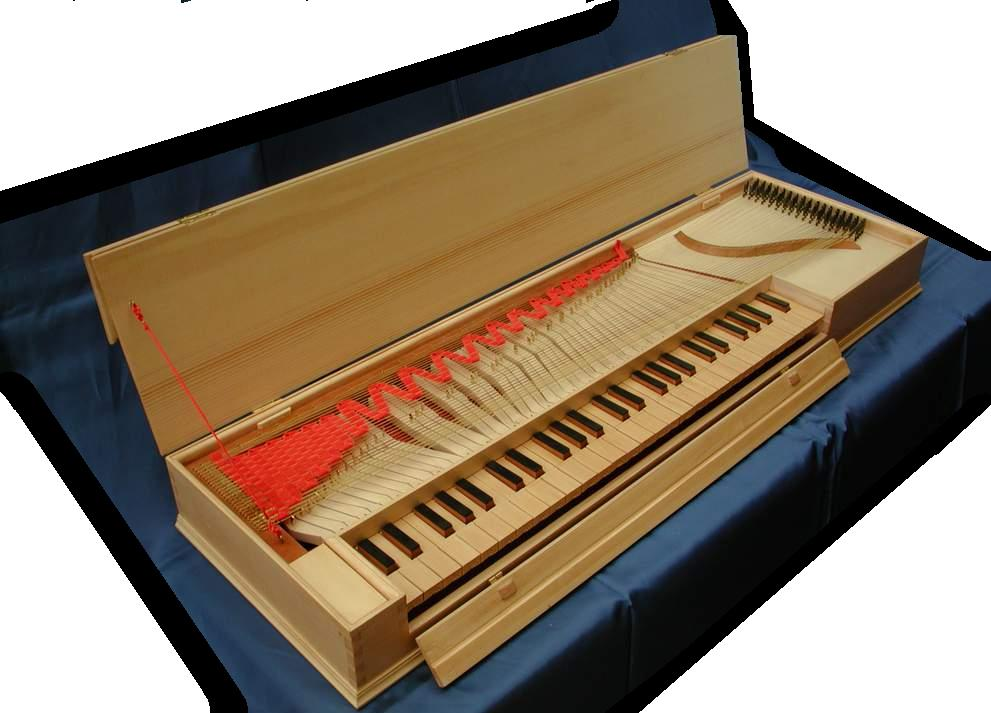
Ein Clavichord

Mechanik eines Clavichords

Die Bebung ist das Vibrato, das beim Clavichord durch Veränderung des Drucks auf die Taste und somit des Andrucks der Tangente gegen die Saite entsteht.

## Funktion
In Johann Georg Sulzers Allgemeine Theorie der Schönen Künste von 1771 heißt es: „Die Bebung eines Tones ist eine überaus schnelle Abwechslung der Höhe und Tiefe, wie auch der Stärke und Schwäche desselben, während seiner Dauer, wodurch er, ohne seine Natur zu verlieren, etwas mannigfaltiges bekommt.“ Eine Bebung verändert die Spannung der Saite und somit die Frequenz des erzeugten Tons. Dazu erklärt die Sulzersche Enzyklopädie: „Bey der Bebung der Töne wechselt das stärkere und schwächere, das höhere und tiefere mit solcher Schnelligkeit ab, daß die Abwechslung selbst nicht deutlich wird, und dieses giebt dem Tone etwas sanftes, und gleichsam wellenförmiges.“ In der Notenschrift wird eine Bebung durch Punkte mit einem Bogen über der Note bezeichnet.